# Chora (Kythnos)
Chora (Χώρα (f. sg.)) oder Kythnos (griechisch Κύθνος (f. sg.)), lokal Mesaria (Μεσαριά (f. sg.)), ist Hauptort und Verwaltungssitz der Insel und Gemeinde Kythnos. Laut der Volkszählung von 2011 hat der Ort 561 Einwohner.

## Name
Wie auf einigen Ägäischen Inseln gebräuchlich, wird der Hauptort Chora genannt. In amtlichen Unterlagen findet sich sowohl diese Bezeichnung als auch Kythnos. Lokal wird der Ort auch Mesaria genannt. Dieser Name wird darauf zurückgeführt, dass die Stadt im Landesinneren, also in der Mitte (Messi) der Insel liegt. Eine andere Erklärung könnte sein, dass der Name vom fränkischen Missaria abgeleitet ist. Die Einwohner werden Messariotes genannt.

## Beschreibung
Chora befindet sich im zentralen und nördlichen Teil der Insel. Früher war es eine kleine landwirtschaftliche Gemeinde, die sich ab dem 17. Jahrhundert zu einem größeren Dorf entwickelte. Der Legende nach verließen die Einwohner 1537 nach der Invasion des Piraten Barbarossa ihre Hauptstadt, die Burg von Oria oder Katakefalo, und zogen es vor, sich abseits der Küste in Messaria niederzulassen. Die ersten Häuser wurden um Agia Triada herum gebaut.
1791 wurde im Kloster der Jungfrau von Nikous am Rande von Chora die erste Schule der Insel in Betrieb genommen. Der erste Lehrer war der Mönch Parthenios Koulouris aus Sifnos, der dann von einem einheimischen Mönch, Makarios Filippaios, abgelöst wurde, der mehrere Jahre lang erfolgreich unterrichtete. Nach der griechischen Revolution wurde Chora zur offiziellen Hauptstadt der Insel ernannt. Die ersten drei Klassen der Volksschule von Kythnos sind in Chora untergebracht. Die anderen Klassen befinden sich an einem anderen Ort, nämlich in Dryopida. Außerdem gibt es ein regionales medizinisches Zentrum und verschiedene touristische Betriebe und Restaurants.

## Sehenswürdigkeiten
In Chora gibt es zahlreiche Kirchen und zwei Klöster: Agia Triada, die älteste Kirche der Insel, die Kirche des Heiligen Savvas aus dem 17. Jahrhundert, die Kirche der Metamorfosis Sotiros (Verklärung Christi) mit einer Ikonostase aus dem 17. Jahrhundert, die Kirche des Heiligen Johannes Theologos, des Heiligen Nikolaus, der Heiligen Barbara in Asteras, das Kloster der Jungfrau Maria von Nikous und das Kloster des Heiligen Johannes des Täufers in Chordaki. Alte zerstörte Windmühlen sind auch auf Kythnos zu finden.
In Chora soll das neue Archäologische Museum von Kythnos entstehen, in dem zahlreiche Funde und Artefakte aus der antiken Hauptstadt der Insel, Vryokastro, ausgestellt werden sollen. Es soll auch die archäologische Sammlung des Katholiko-Parks von Chora beherbergen, in der seit 1973 Skulpturen und architektonische Funde ausgestellt werden.

## Galerie

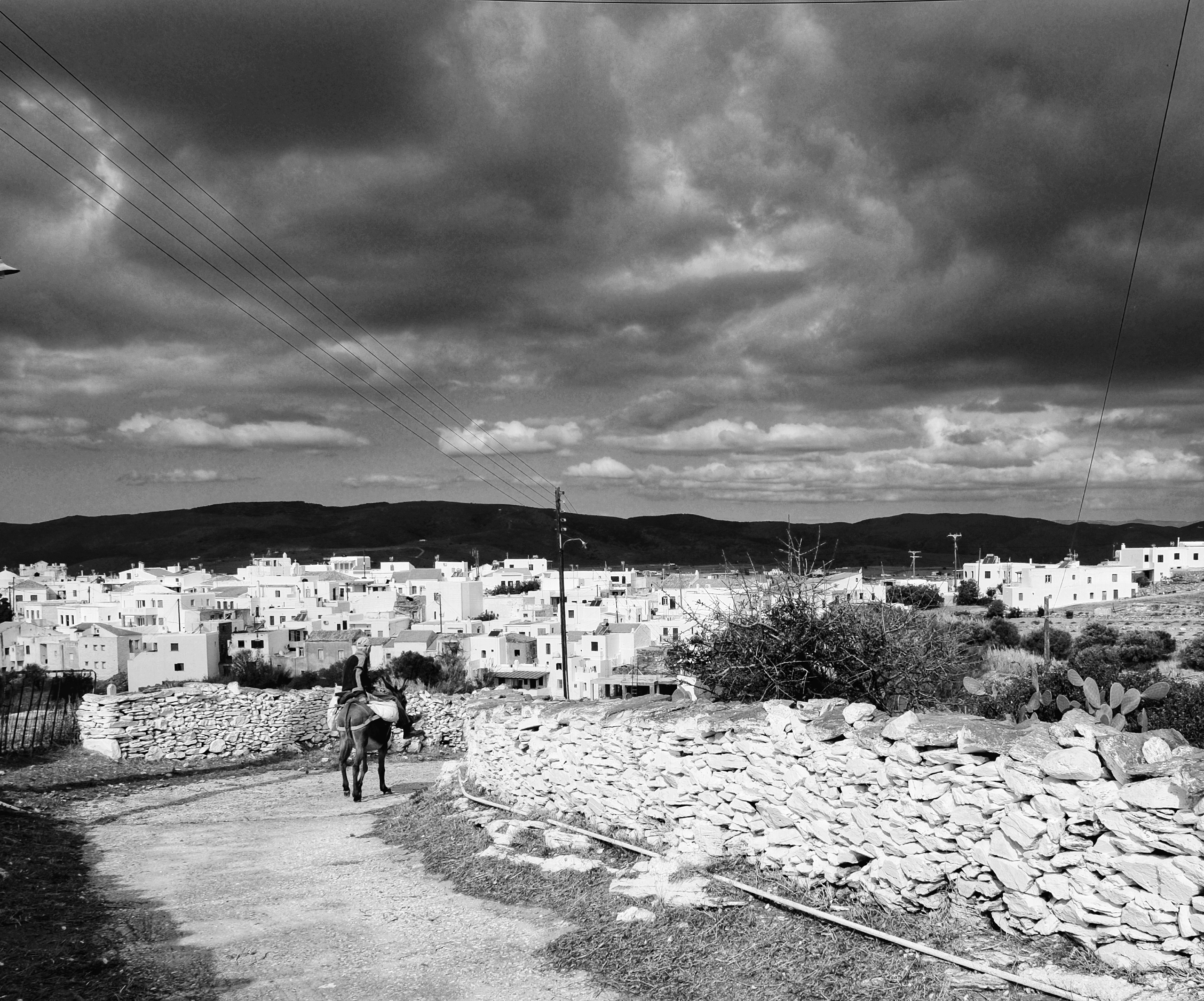
Blick von Chora
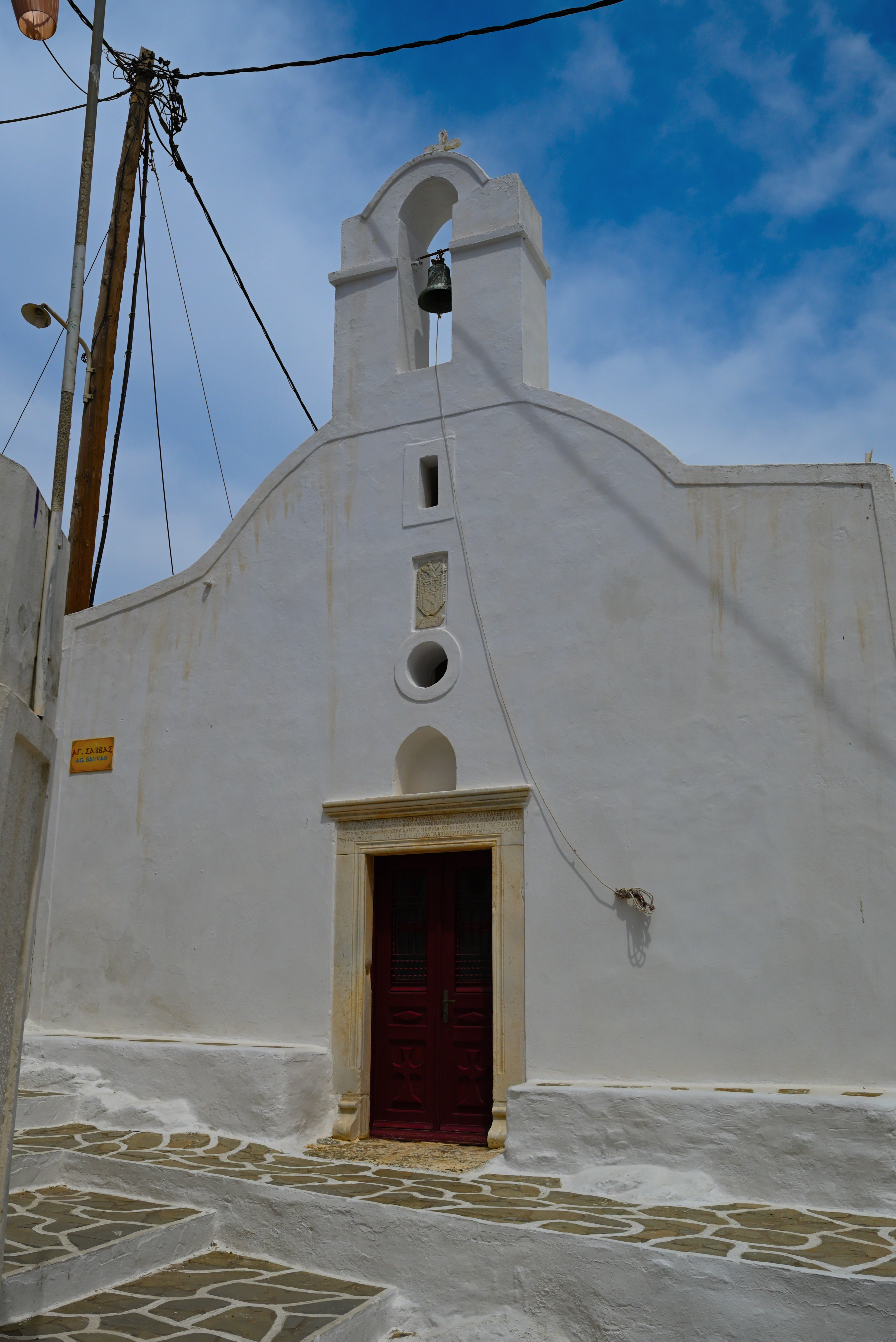
Die Kirche des Heiligen Savvas
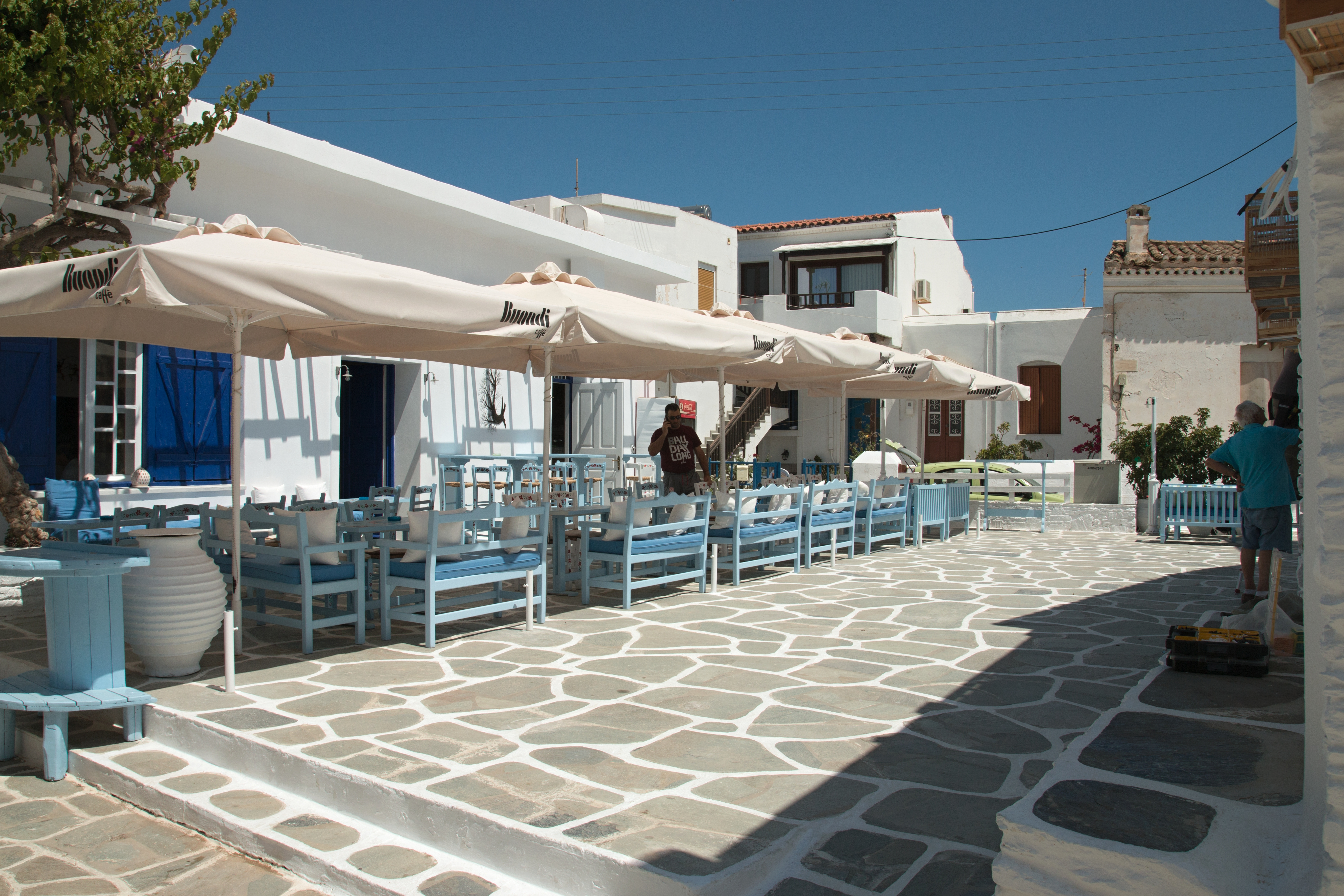
Straße in Chora
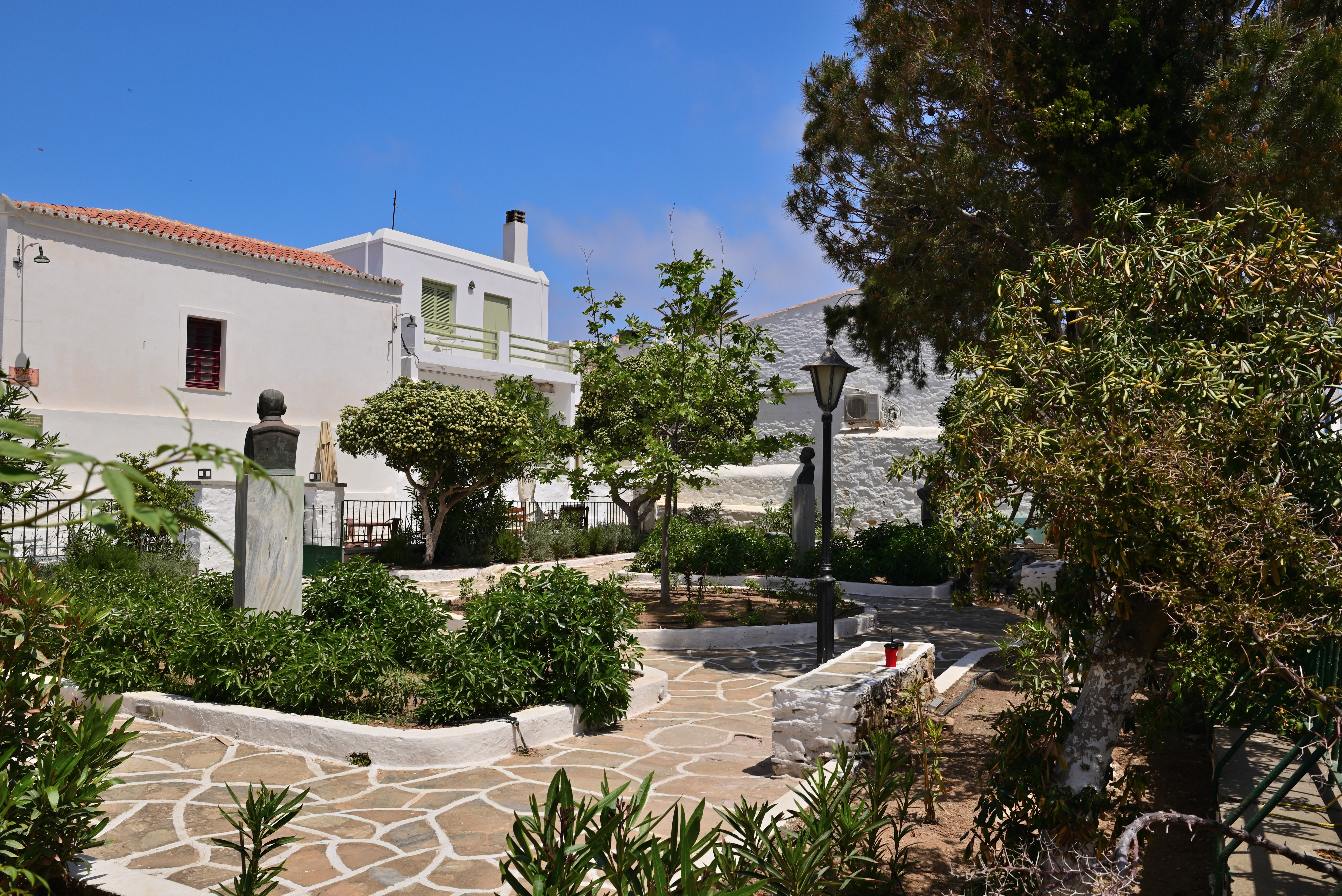
Platz